# Уайт-Маунтин (аэропорт)
Аэропорт Уайт-Маунтин (англ. White Mountain Airport), (ИАТА: WMO, ИКАО: PAWM, FAA LID: WMO) — государственный гражданский аэропорт, расположенный в 1,85 километрах к северу от центрального делового района города Уайт-Маунтин (Аляска), США.
По данным статистики Федерального управления гражданской авиации США услугами аэропорта в 2007 году воспользовалось 2 516 человек, что на 11 % (2 821 человек) меньше по сравнению с предыдущим годом.

## Операционная деятельность
Аэропорт Уайт-Маунтин занимает площадь в 33 гектар, расположен на высоте 81 метров над уровнем моря и эксплуатирует одну взлётно-посадочную полосу:
- 15/33 размерами 914 x 18 метров с гравийным покрытием.